# Mùa hè của hồ ly
Mùa hè của hồ ly (tên tiếng Trung: 狐狸的夏天) là một bộ phim truyền hình Trung Quốc năm 2017 được chuyển thể từ tiểu thuyết Khi tổng tài yêu của tác giả Thẩm Thương My với sự tham gia của các diễn viên Đàm Tùng Vận, Khương Triều...

## Diễn viên

### Diễn viên chính
| Diễn viên        | Vai diễn      | Giới thiệu nhân vật |
| ---------------- | ------------- | --- |
| Khương Triều     | Cố Thừa Trạch | Tổng giám đốc của tập đoàn bách hoá Cố Thị, là một chàng trai tính cách thẳng thắn, thông minh, quyến rũ tràn đầy sức sống. Là con nuôi trên danh nghĩa của bà Cố. Anh dẫn dắt Cố Cẩn Quân vào làm việc tại tập đoàn theo lời dặn của bà Cố. Trong khoảng thời gian này, anh nảy sinh tình cảm với Lê Yến Thư. Trong quá trình hẹn hò với Lê Yến Thư, sau hàng loạt sự kiện liên quan đến gia tộc và doanh nghiệp, anh đã biết được bí mật về thân thế của mình.                                     |
| Đàm Tùng Vận     | Lê Yến Thư    | Cô nàng nói dối, nhà thiết kế nội y. Khi còn học Trung học, cô từng có một mối tình với Cố Cẩn Quân, nhưng vì nhiều lý do, hai người không thể đến được với nhau. Sau khi hoàn thành việc học, Lê Yến Thư vào làm việc tại tập đoàn Cố Thị và gặp lại Cố Cẩn Quân, cũng nảy sinh tình cảm với tổng giám đốc tập đoàn Cố Thừa Trạch. Đồng thời, cô cũng vướng vào mối quan hệ tình cảm phức tạp với tình đầu Cố Cẩn Quân. Nhưng cuối cùng, cô đã chọn ở bên Cố Thừa Trạch.                            |
| Trương Hâm       | Cố Cẩn Quân   | Là cháu trai ruột duy nhất của bà Cố, bà Cố một lòng hy vọng cậu sẽ kế thừa gia nghiệp, nhưng cậu luôn thờ ơ với công việc. Thời Trung học, Cố Cẩn Quân và Lê Yến Thư từng có một mối tình, nhưng cuối cùng vì nhiều lý do mà hai người không thể ở bên nhau. Lần gặp lại là ở trong tập đoàn, và lần gặp gỡ này, Cố Cẩn Quân muốn quyết tâm bắt đầu lại với Lê Yến Thư. Tiếc rằng Lê Yến Thư đã không còn tình cảm gì với cậu.                                                                      |
| Vương Nghiên Chi | Hàn Quân Dao  | Là thiên kim của doanh nghiệp Hàn Thị, kiêu căng ngạo mạn, luôn coi mình là trung tâm. Từ nhỏ, cô đã học cùng với Lê Yến Thư. Ban đầu khi đi làm, Lê Yến Thư còn được cha cô sắp xếp làm việc trong công ty gia đình doanh nghiệp Hàn Thị. Bởi vì cha tái hôn với mẹ của Lê Yến Thư, cộng thêm việc thích Cố Cẩn Quân nên thời đi học cô đã tranh giành bạn trai với Lê Yến Thư. Lớn lên, ở nơi làm việc lại càng đối đầu gay gắt, khiến Hàn Quân Dao cứ gặp Lê Yến Thư là không giữ được bình tĩnh. |

### Các diễn viên khác
| Diễn viên     | Vai diễn             | Giới thiệu nhân vật |
| ------------- | -------------------- | --- |
| Quý Tiêu Băng | Cao Dương            | Thư ký của Tổng giám đốc, là người vui tính hài hước, mọi việc đều luôn nghĩ cho tổng giám đốc, là một trợ thủ vạn năng có thể giải quyết mọi khó khăn. Anh có năng lực và hiệu quả, cho nên ngay cả một tổng giám đốc nổi tiếng là khó tính và khắt khe, anh cũng có thể ứng phó hoàn hảo. Có thể nói là người có vị thế vững chắc trong công ty. |
| Bồ Đào        | Kiều Na              | Cô bạn gái ấm áp của Cao Dương - trợ lý Cố Thừa Trạch. Cô là một "phú nhị đại" có gia cảnh khá giả, đơn thuần đáng yêu. Kiều Na và Cao Dương nhanh chóng rơi vào lưới tình trong tình huống "không đánh nhau không quen biết". Thế nhưng khi thấy Cao Dương luôn bận rộn vì ông chủ lớn Cố Thừa Trạch, Kiều Na đang tuổi mới lớn làm sao có thể chấp nhận người khác "chiếm giữ" bạn trai cô. Vì vậy, cô đã bắt đầu cuộc chiến đấu trí đấu dũng giành bạn trai với "kẻ thù số một" là đại Boss Cố Thừa Trạch. |
| Đổng Lạc Phủ  | David (Đại Vệ)       | Hàng xóm của Cố Thừa Trạch. Người bạn duy nhất mà Lê Yến Thư có thể tâm sự. |
| Phùng Ba      | Hạ Mộng              | Mẹ của Lê Yến Thư, bị con riêng Hàn Quân Dao nhắm vào. Bà luôn tự cho mình là đúng, là người vô tâm không thể cứu vãn. |
| Bạch Phàm     | Hàn Chí Bằng         | Cha của Hàn Quân Dao, cha dượng của Lê Yến Thư. |
| Tiêu Hàm      | Hải Liên Na (Helena) | Nữ minh tinh nổi tiếng. Thường xuyên vướng vào những tin đồn tình cảm với Cố Cẩn Quân. |
| Đổng Huệ      | Châu Duyệt Minh      | Bà nội của Cố Cẩn Quân, là chủ tịch tập đoàn bách hoá Cố Thị. |

## Nội dung phim
Phim Mùa Hè Của Hồ Ly kể về đôi oan gia hoan hỉ Cố Thừa Trạch (Khương Triều đóng), giám đốc khó tính ưa sạch sẽ của Cố thị và tiểu hồ ly Lê Yến Thư (Đàm Tùng Vận đóng) tinh nghịch. Cố Thừa Trạch là chủ tịch tập đoàn Cố thị, là con nuôi của Cố chủ tịch. Bà luôn mong muốn cháu ruột là Cố Cẩn Quân (Trương Hâm đóng) vào công ty của mình làm việc, nhưng Cẩn Quân không thèm để ý. Vì thế Cố chủ tịch đã bố trí Cố Thừa Trạch giúp đỡ Cẩn Quân nhậm chức. Cố Thừa Trạch tình cờ quen biết với nhà thiết kế Lê Yến Thư, và biết được cô gái này đã từng qua lại với Cố Cẩn Quân, rất có ảnh hưởng với Cẩn Quân. Cố Thừa Trạch lợi dụng điều này, thông báo tuyển cô vào công ty, hai người trong quá trình làm việc cùng nhau đã nảy sinh tình cảm. Cố Cẩn Quân gặp lại Lê Yến Thư, quyết tâm theo đuổi cô. Cố chủ tịch khi biết được chuyện này nhất mực phản đối, yêu cầu tách 2 người ra, và tình cảnh này giúp cho Thừa Trạch và Yến Thư đi đến với nhau.

## Phiên bản làm lại
You're my heartbeat (tiếng Thái: จังหวะหัวใจนายสะอาด, phát âm tiếng Thái: [Jang-wa Hùa-chay Nay Xà-ạt] (tựa tiếng Việt: Em là nhịp tim anh) được kênh truyền hình PPTV Thái Lan đưa ra thông báo sẽ mua bản quyền làm lại phim "Mùa hè của hồ ly" trong năm 2020. Sau thời gian dài úp mở, "You're my heartbeat" chính thức ra mắt vào ngày 2 tháng 3 năm 2022. Được biết, tác phẩm remake này có sự tham gia của dàn diễn viên đình đám như Mai Davika, Push Puttichai,... Ngay tại thời điểm ra mắt, phim đã tạo nên cơn sốt, nhanh chóng lọt vào top 1 Trending trên Twitter Thái Lan. Không chỉ vậy, hashtag cho phiên bản Thái cán mốc 11 triệu sử dụng trên Weibo của Trung Quốc.
Những dấu hiệu khả quan đầu tiên cho thấy sức hút của bộ phim remake này. Hai diễn viên chính đa tài, nhan sắc hàng đầu xứ sở chùa Vàng cũng tạo nên "cơn sốt" của phim dù lần đầu tiên hợp tác.

## Nhạc phim
| The Fox's Summer - Original Television Soundtrack (狐狸的夏天电视剧原声音乐大碟) | The Fox's Summer - Original Television Soundtrack (狐狸的夏天电视剧原声音乐大碟) | The Fox's Summer - Original Television Soundtrack (狐狸的夏天电视剧原声音乐大碟) | The Fox's Summer - Original Television Soundtrack (狐狸的夏天电视剧原声音乐大碟) |
| STT                                                                              | Nhan đề                                                                          | Phổ nhạc                                                                         | Thời lượng                                                                       |
| -------------------------------------------------------------------------------- | -------------------------------------------------------------------------------- | -------------------------------------------------------------------------------- | -------------------------------------------------------------------------------- |
| 1.                                                                               | "Cùng nhau (在一起)"                                                             | Bành Nhã Kỳ                                                                      |                                                                                  |
| 2.                                                                               | "Ngày mùa hè (时光的夏天)"                                                       | Khương Triều                                                                     |                                                                                  |
| 3.                                                                               | "(亲爱的)"                                                                       | Đàm Tùng Vận                                                                     |                                                                                  |
| 4.                                                                               | "Darling Darling"                                                                | Tùng Vinh Trạch Manh và Điền Hiệu Đồng                                           |                                                                                  |
| 5.                                                                               | "Love is Lost (爱，迷路了)"                                                      | Điền Hiệu Đồng                                                                   |                                                                                  |